# Stellan Westerdahl
Stellan Åke Westerdahl (* 10. November 1935 in Göteborg; † 27. August 2018 ebenda) war ein schwedischer Segler.

## Erfolge
Stellan Westerdahl nahm an den Olympischen Spielen 1972 in München mit Pelle Petterson in der Bootsklasse Star teil. Mit 44 Gesamtpunkten waren sie letztlich punktgleich mit Willi Kuhweide und Karsten Meyer aus Deutschland, wurden aber vor diesen auf dem zweiten Platz hinter dem australischen Gewinnerboot klassifiziert, da sie im Gegensatz zu Kuhweide und Meyer eine der insgesamt sieben Wettfahrten gewannen. Sie erhielten damit die Silbermedaille. 1977 in Marstrand und 1979 in Seattle wurde er mit Pelle Petterson jeweils Weltmeister in der 6-m-Klasse sowie 1968 und 1972 Europameister im Starboot.
Westerdahl war nach seiner aktiven Karriere in Pelle Pettersons Yachtbau-Unternehmen tätig.